# Herwig Rüdisser
Herwig Rüdisser est un chanteur autrichien né à Klagenfurt le 8 novembre 1956. Il est le chanteur du groupe Opus, célèbre pour la chanson Live Is Life.

## Biographie
Il a une fille née en 1988, Pia Olivia, et un fils né en 1994, Luca.
En 2019, une inflammation du cœur le fait annuler plusieurs concerts. Il est opéré du cœur, avec succès, quelques jours après le diagnostic.